# Critonia quadrangularis
El tabaquillo o Critonia quadrangularis es una especie de planta fanerógama perteneciente a la familia Asteraceae.

## Descripción
Es una planta robusta que tiene hojas grandes, ovadas, puntiagudas con los bordes aserrados. Las flores son blancas, olorosas y están agrupadas en cabezuelas.

## Distribución y hábitat
Originaria de México, Guatemala y El Salvador, donde habita en clima cálido a los 200 metros, asociada a bosque tropical caducifolio.

## Propiedades
En Veracruz, se aprovechan las hojas para tratar la hinchazón y la mordedura de serpiente. En ambos casos se asan y se aplican en la zona afectada. Por otra parte, en Oaxaca se le usa para la recuperación postparto y dolor del cuerpo.

## Taxonomía
Critonia quadrangularis fue descrita por (DC.) R.M.King & H.Rob. y publicado en Phytologia 22(1): 50. 1971.
Sinonimia
- Eupatorium megaphyllum M.E.Jones
- Eupatorium quadrangulare DC.
- Eupatorium thyrsoideum var. puberum DC.[4]